# Miranda (Shakespeare)

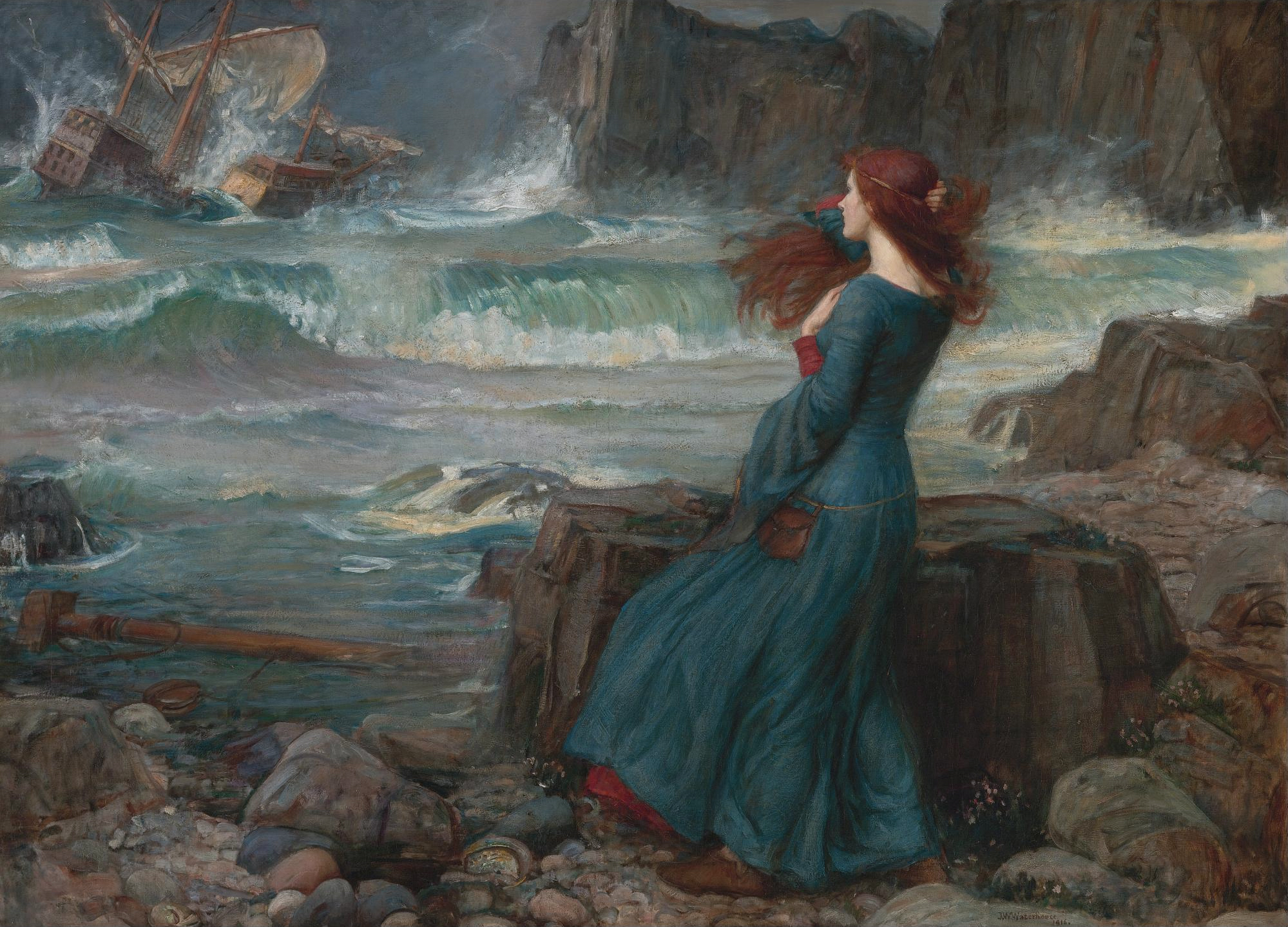
Miranda door John William Waterhouse

Miranda is een personage uit The Tempest, een toneelstuk van William Shakespeare. Zij is de mooie dochter van Prospero. Op drift met haar vader sinds ze nog een baby was, heeft ze een extreem beschermd leven geleid. Hoewel ze van haar vader een goede opvoeding heeft gekregen, is ze wereldvreemd. Als vijftienjarige heeft ze ook geen inspraak omtrent de keuze van een huwelijkspartner. Prospero stuurt Ariel eropuit om Ferdinand te gaan halen terwijl Miranda slaapt. Hij manipuleert de zaken zodanig dat zowel Ferdinand als Miranda verliefd op elkaar worden. Haar seksuele ervaring beperkt zich echter tot het afweren van de avances die Prospero's slaaf Caliban haar maakt. Daardoor gaat ze ervan uit dat alle mannen in de wereld goedaardig zijn.
With those that I saw suffer: a brave vessel-
Dashed all to pieces! O, the cry did knock
against my very heart. (I.ii.6–9)
Een ander aspect van haar persoonlijkheid is haar tendens om zich emotioneel te hechten. Zelfs als ze ziet hoe haar vader Prospero de sterke storm oproept, voelt ze zich emotioneel verbonden met het lot van de schipbreukelingen: 
O, I have suffered
With those that I saw suffer! (I.ii.5–6)
Hoewel Miranda als een naïef meisje wordt gezien, toont ze bij momenten ook haar sterkte:
When thou didst not, savage,
Know thine own meaning, but wouldst gabble like
A thing most brutish, I endowed thy purposes
With words that made them known….who hadst dissevered more than a prison (I.ii.354–359)
Met deze tekst ontdoet ze zich van haar meestal passieve rol, en kwetst ze Caliban met haar scherpe woorden. Ze beschikt over een hoge intelligentie, maar komt zelden boven haar passieve rol uit.

## Weetje
Een van de manen van de planeet Uranus is Miranda genoemd.